# Eilema montana
Eilema montana là một loài bướm đêm thuộc phân họ Arctiinae, họ Erebidae.